# DH Private Equity

Ehemaliges Logo

DH Private Equity Ltd. (bis 2017: Doughty Hanson & Co) ist eine britische Investmentfirma, die 1985 von Nigel Doughty und Richard Hanson gegründet wurde. Sie betätigt sich im Bereich Private Equity. Das Kernprodukt des Unternehmens ist sein europäischer Leverage-Buy-Out-Fonds mit Investmentschwerpunkt Mid Market (mittelgroße Transaktionen) in Europa. In der Vergangenheit verwaltete DH auch zwei weitere separate Produkte: opportunistische europäische Immobilienfonds und europäische Risikokapitalfonds.
Im Februar 2013 wurde bekanntgegeben, dass keine weiteren Fonds in den Bereichen Immobilien und Risikokapital aufgelegt werden, um sich auf die Kernaktivitäten zu konzentrieren. Im November 2018 wurde dann zudem bekanntgegeben, dass auch kein weiterer Private-Equity-Fonds ausgelegt werden solle. In dem mehr als 30-jährigen Bestehen des Unternehmens wurden somit aus sechs Fonds in Summe rund 7 Mrd. Euro in 60 Beteiligungen an Unternehmen und Immobilien investiert.

## Hintergrund
Am 4. Februar 2012 starb Nigel Doughty.
DH kündigte im Februar 2013 an, keine weiteren Immobilien- oder Technologie-Venture-Fonds aufzunehmen. DH konzentriert sich seither ausschließlich auf seinen auslaufenden Fonds für mittelgroße europäische LBOs.
In der Folge wurden alle internationalen Büros geschlossen (Stockholm, Frankfurt, Luxemburg, Mailand, München, Paris sowie in New York). Im Mai 2017 wurde das Unternehmen in DH Private Equity umbenannt.

### In Deutschland
Die Private-Equity-Sparte wurde in Deutschland über die Investments in den Parkhausbetreiber APCOA, den Autoteile-Händler A.T.U und das Elektrotechnikunternehmen Moeller bekannt; zwischenzeitlich wurden jedoch alle drei Beteiligungen veräußert und das Büro in Frankfurt geschlossen. Der im Jahr 2000 gegründete Venture Capital-Zweig operierte von London und München aus. Das Fondsvolumen betrug im Dezember 2005 über 272 Millionen Euro.
Im Besitz des Immobilienbereichs befand sich die Zentrale des Handelsblatts in Düsseldorf. Diese wurde im Jahre 2000 mit dem Immobilienportfolio der Verlagsgruppe Georg von Holtzbrinck übernommen.